# Maxillaria guiardiana
Maxillaria guiardiana är en orkidéart som beskrevs av Guy Robert Chiron. Maxillaria guiardiana ingår i släktet Maxillaria och familjen orkidéer.
Artens utbredningsområde är Peru. Inga underarter finns listade i Catalogue of Life.